# Satyria toroi
Satyria toroi är en ljungväxtart som beskrevs av A. C. Smith. Satyria toroi ingår i släktet Satyria och familjen ljungväxter. Inga underarter finns listade i Catalogue of Life.